# J. M. Coetzee
John Maxwell Coetzee (Cidade do Cabo, 9 de fevereiro de 1940) é um escritor sul-africano.
Recebeu o Nobel de Literatura de 2003, sendo o quarto escritor africano a receber esta honraria e o segundo no seu país (depois de Nadine Gordimer, em 1991).

## Biografia
Nascido na Cidade do Cabo a 9 de Fevereiro de 1940, Coetzee estudou na sua cidade natal até completar dois bacharelatos, um em língua inglesa e outro em matemática. Os anos 1962 – 1965 foram passados na Inglaterra, trabalhando como programador de computadores, ao mesmo tempo que preparava uma tese sobre o novelista inglês Ford Madox Ford.
Em 1968 Coetzee completou o seu doutoramento em linguística das línguas germânicas na Universidade do Texas, em Austin, com uma tese sobre os primeiros trabalhos de Samuel Beckett. Entre 1968 e 1971, Coetzee foi professor de inglês na Universidade do Estado de Nova Iorque em Buffalo mas, depois de lhe ser negado o direito de residência permanente nos EUA, regressou à África do Sul onde ensinou na Universidade da Cidade do Cabo, até 2000. Em 2002, ele emigrou para a Austrália e ensina na Universidade de Adelaide.
A sua carreira literária no campo da ficção começou em 1969, mas o seu primeiro livro, Dusklands, só foi publicado na África do Sul em 1974. Coetzee recebeu vários prémios antes do Nobel e foi o primeiro a receber o Booker Prize por duas vezes: primeiro por Life & Times of Michael K em 1983 e por Desonra, em 1999.
Há vários de seus livros traduzidos no Brasil e em Portugal.

## Livros publicados
- Dusklands (1974) ISBN 0-14-024177-9
- In the Heart of the Country (1977) ISBN 0-14-006228-9
- Waiting for the Barbarians (1980) ISBN 0-14-006110-X À Espera dos Bárbaros
- Life & Times of Michael K (1983) ISBN 0-14-007448-1 O Cio da Terra: Vida e Tempo de Michael K
- Foe (1986) ISBN 0-14-009623-X
- White Writing: On the Culture of Letters in South Africa (1988) ISBN 0-300-03974-3
- Age of Iron (1990) ISBN 0-14-027565-7 A Idade do Ferro
- Doubling the Point: Essays and Interviews (1992) ISBN 0-674-21518-4
- The Master of Petersburg (1994) ISBN 0-14-023810-7 (O Mestre de Petersburgo)
- Giving Offense: Essays on Censorship (1997) ISBN 0-226-11176-8
- Boyhood: Scenes from Provincial Life (1998) ISBN 0-14-026566-X (Infância: Cenas de Vida no Campo)
- Disgrace (1999) ISBN 0-09-928952-0 Desgraça (romance) (Desonra ISBN 978-85-8086-031-3)
- The Lives of Animals (1999) ISBN 0-691-07089-X A Vida dos Animais
- Youth: Scenes from Provincial Life II- (2002) ISBN 0-670-03102-X (Juventude)
- Stranger Shores: Literary Essays, 1986-1999 (2002) ISBN 0-14-200137-6
- Elizabeth Costello (2003) ISBN 0-670-03130-5 (Elizabeth Costello)
- Slow Man (2005) ISBN 0-670-03459-2 (Homem Lento)
- Diary of a Bad Year (2007) ISBN 84655120X (Diário de um Ano Ruim)
- Inner Workings (2008) ISBN 014311378X (Mecanismo Internos)
- Summertime (2009) ISBN 0670021385 (Verão)
- The Childhood of Jesus (2013) ISBN 978-1-84655-726-2 (A Infância de Jesus)
- The Old Woman and the Cats (2013). Em: J.M. Coetzee e Berlinde De Bruyckere: Cripplewood/Kreupelhout ISBN 0-300-19657-1
- Three Stories (2014) ISBN 978-1-92218-256-2. Os contos são: I. "A House in Spain" II. "Nietverloren" (publicado antes como "The African Experience") III. "He and His Man")
- The Schooldays of Jesus (2016)